# WIGW
Het acroniem WIGW wordt in België gebruikt om de vier categorieën die onder bepaalde voorwaarden over bijzondere rechten in de sociale zekerheid kunnen beschikken te benoemen: Weduwen, Invaliden, Gepensioneerden en Wezen. Deze rechthebbenden krijgen dan ook een WIGW-kaart.
Een aantal andere maatregelen die strikt genomen niet onder de sociale zekerheid vallen, zoals maximumfactuur in de ziekteverzekering, goedkope telefoonaansluiting, korting bij de NMBS of De Lijn, worden eveneens aan de WIGW-kaart gekoppeld.